# Standard Fourteen
La Fourteen, o 14 hp, è stata un'autovettura prodotta dalla Standard dal 1923 al 1928, dal 1937 al 1939 e dal 1945 al 1948.

## Il contesto
Il primo modello di nome 14 hp comparve nel 1923. Prodotto fino al 1928, aveva una carrozzeria torpedo quattro porte ed un motore a quattro cilindri. Nel 1937 apparve sul mercato la Flying Fourteen. Appartenente alla serie Flying, venne commercializzata fino al 1939. Dopo la seconda guerra mondiale questo modello fu riproposto, e venne prodotto fino al 1948.

## La 14 hp (1923-1928)
Al momento del lancio, la prima 14 hp era il più grande modello commercializzato dalla Standard. La gamma era completata dalla 8 hp, dalla 11 hp e dalla 11.6.
La 14 hp aveva montato un motore in linea a quattro cilindri e valvole in testa da 1.944 cm³ di cilindrata. L'alesaggio e la corsa erano, rispettivamente, 75 mm e 110 mm. Dal 1927 la Standard installò nuovamente, sui motori dei propri modelli, le valvole laterali. Dal 1947, la casa automobilistica di Coventry tornò alle valvole in testa, questa volta definitivamente.

## La Flying Fourteen (1937-1939, 1945-1948)
Nel 1937 la venne lanciata una nuova vettura della serie Flying, la Flying Fourteen. Aveva installato un motore in linea a quattro cilindri e valvole laterali da 1.776 cm³ di cilindrata. L'alesaggio e la corsa erano, rispettivamente, 69,5 mm e 73 mm. La potenza erogata era di 49 CV a 3.750 giri al minuto.
Il cambio era a tre rapporti sincronizzati, mentre la trazione era posteriore. Il veicolo raggiungeva una velocità massima di 107 km/h. 
Era disponibile un solo tipo di carrozzeria, berlina quattro porte.
Nel 1939 la produzione fu interrotta a causa dello scoppio della seconda guerra mondiale. La Standard, come le altre maggiori aziende britanniche, fu infatti costretta dal Governo a convertire i propri impianti alla produzione bellica. Nel 1945, a conflitto terminato, la produzione civile venne ripristinata, e fu ripreso anche l'assemblaggio della Flying Fourteen. Questa volta, oltre alla berlina, era disponibile anche una versione cabriolet due porte. Nel 1948 il modello venne tolto di produzione definitivamente.